# Història del petroli a Veneçuela

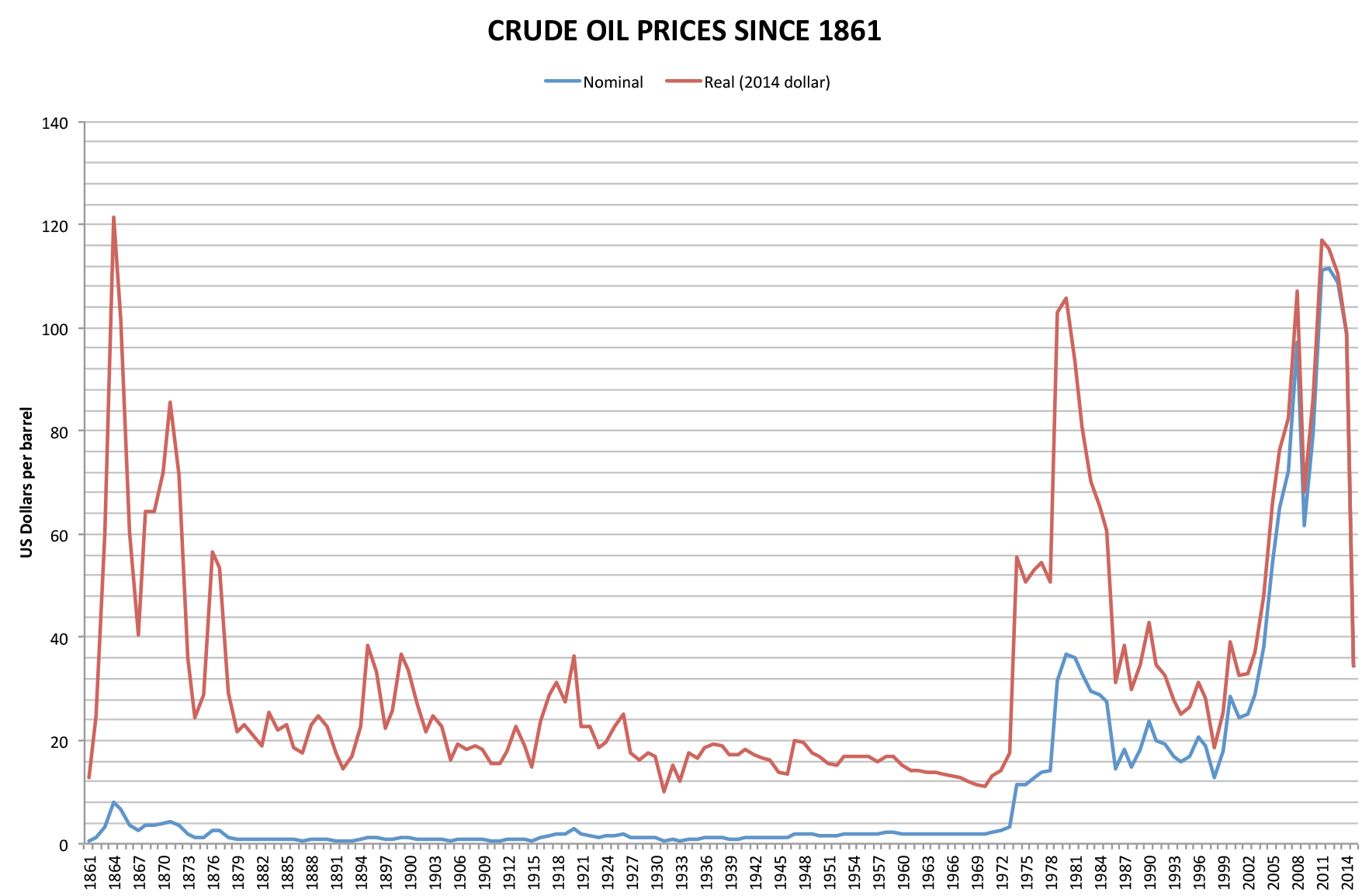
El preu real i nominal del petroli de 1861 a 2015.

La història del petroli a Veneçuela és el resum de les activitats petrolieres què van començar en l'època prehispànica, època en la qual només s'utilitzava el petroli per calafatejar i impermeabilitzar les embarcacions, però la seva explotació es va començar a realitzar formalment en l'època colonial. Va ser de llavors ençà que la indústria del petroli a Veneçuela va anar creixent i es va enfortir fins a arribar al punt en el qual es van nacionalitzar tots els actius de les empreses petrolieres el 1976. Veneçuela és el cinquè país exportador de petroli i el posseïdor de les més grans reserves provades de petroli brut pesant del món, amb 297.570 milions de barrils fins a desembre de 2011.
Veneçuela té a més a més les més grans reserves de petroli brut cru lleuger en tot l'hemisferi occidental. L'any 2008, la producció de petroli brut crua Veneçuela va ser la desena més alta del món amb 2.394.000 de barrils diaris, convertint el mencionat país en el vuitè exportador net de petroli més gran del món.

## Època prehispànica -seglexv
Els pobles originaris de Veneçuela, a l'igual de moltes societats antigues, ja utilitzaven petroli cru i asfalt, que traspuen naturalment a través del terra a la superfície, en els anys anteriors a la colonització espanyola. El líquid negre i espès, conegut com mene, s'utilitzava principalment per a fins medicinals, com a font d'il·luminació, i per al calafatament de canoes.
A la seva arribada a la fi del segle xv, els conqueridors espanyols van aprendre dels pobles indígenes l'ús de l'asfalt present de manera natural per calafatejar els vaixells, i per a tractament de les seves armes. La primera tramesa de petroli documentat en la història de Veneçuela va succeir el 1539, quan un sol barril va ser enviat a Espanya per alleugerir la gota del pretendent carlí al tron d'Espanya Carles Maria Isidre de Borbó.

## Inicis en la producció petroliera -1904
Al 1799 Alexander von Humboldt va trobar un pou de petroli a la península d'Araya (Estat Sucre). Ja pel 1839 el govern encomana al metge José Maria Vargas perquè investigués sobre el petroli. Una vegada fetes les respectives indagacions, va opinar que aquesta matèria era més rica que la plata per la gran possibilitat d'ús que tenia. En aquesta només s'utilitzava el petroli per a coses molt senzilles i la seva extracció era força rudimentària i no s'explotava en forma industrial. El primer pou que es va explotar en forma industrial en el món va ser el 1859 a Pennsilvània, els Estats Units, i el seu propietari va ser Edwin Drake. Però a Veneçuela es comença a explotar el petroli a partir de 1875, després d'un terratrèmol comença a sortir petroli en grans quantitats per una de les esquerdes produïdes pel moviment tel·lúric en la hisenda «La Alquitrana» de l'estat Táchira pertanyent a Manuel Antonio Pulido. A propòsit d'aquest fet Pulido forma la primera empresa petroliera Veneçolana que es va dedicar a explotar industrialment al petroli. L'empresa es va nomenar "Compañía Petrolera del Táchira". Més tard es va construir la primera refineria la qual es produïa mensualment 60 galons de gasolina, 165 de querosè, 150 de gas-oil i 220 de residus. D'aquests derivats del petroli, el querosè era el de major utilitat, s'utilitzava per a l'enllumenat i per a les primeres cuines. El 1880 els veïns de les poblacions de Rubio i de San Cristóbal, animats per la novetat, acudeixen a la instal·lació d'aquells estranys equips de perforació que havien viatjat per vaixell, barcasses i mules des de Nova York fins «La Alquitrana». Però no va ser sinó tres anys més tard quan a seixanta metres de profunditat, l'anomenat «pou Eureka» va començar a produir 230 litres diaris d'un petroli una mica verdós que seria refinat en un petit alambí per produir querosé i proveir d'aquesta font d'il·luminació a Rubio i San Cristóbal. Això dona l'inici d'explotació del petroli a Veneçuela.
El sorprenent creixement de la indústria petroliera nord-americana genera nous emporis econòmics. Destaca la Standard Oil, capitanejada per John D. Rockefeller. Paral·lelament, empreses angleses i holandeses troben petroli en el llunyà Orient i Rússia mantenint un ritme d'exploració permanent en [tots els continents. És en aquest context de recerca de nous jaciments quan el geòleg Ralph Arnold i part del seu equip per l'abril de 1913 arriben al camp petrolier La Alquitrana, a l'estat Táchira. Allà escriu que la refineria local porta trenta anys en servei, constatant que a Veneçuela ja es produïa petroli.

## Naixement de la indústria petroliera veneçolana - 1904-1940

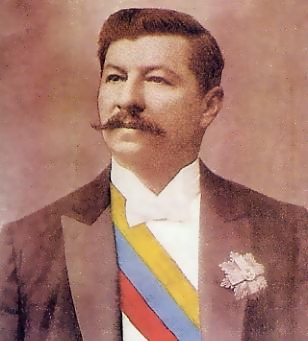
Juan Vicente Gómez-

Malgrat el coneixement de l'existència de petroli a Veneçuela des de feia segles, aquest recurs va cobrar real transcendència amb l'arribada del segle XX i els primers pous de importància no es van perforar sinó fins a la dècada de 1910. L'aleshores el president Cipriano Castro va aprovar un nou Codi de Mines per a la Nació el 23 de gener de 1904, establint així un principi que marcaria dramàticament el curs de la indústria petroliera fins a la seva nacionalització el 1976. El president de la República obtenia facultat plena per administrar i atorgar concessions petrolieres sense necessitat del consentiment del Congrés. Durant el seu govern, es van arribar a atorgar quatre concessions per explorar, produir i refinar petroli, les quals van ser sol·licitades amb l'evident propòsit d'ésser negociades amb inversionistes estrangers.
Al 1908, Juan Vicente Gómez va reemplaçar Castro com a president de Veneçuela. Als següents anys, Gómez va continuar la política d'atorgament de concessions, que en la seva majoria van ser adjudicades als seus amics més propers, els qui alhora les van tornar a negociar amb les companyies petrolieres estrangeres que posseïen la tecnologia necessària per poder desenvolupar-les. Una d'aquestes concessions va ser atorgada a Rafael Max Valladares que va contractar la Caribbean Petroleum (subsidiària de la Royal Dutch Shell) per portar a terme el seu projecte d'exploració d'hidrocarburs. El 15 d'abril de 1914, el primer camp petrolífer veneçolà d'importància, Mene Grande, va ser descobert per la Caribbean després de la finalització del pou ZumaqueI (anomenat actualment MG-I).
De 1914 a 1917, diversos jaciments de petroli van ser descoberts en tot el país, l'esclat de la Primera Guerra Mundial [hi va endarrerir significativament el desenvolupament de la indústria. A causa de l'esforç de guerra, compra i transport de les eines i maquinària, algunes companyies petrolieres es van veure obligades a renunciar a la perforació fins després de la guerra. A la fi de 1917, les primeres operacions de refinament és duran a tèrmit a la refineria de San Lorenzo, i les primeres exportacions significatives de petroli veneçolà hi van sortir per la terminal Caribbean Petroleum en San Lorenzo. A la fi de 1918, el petroli hi va aparèixer per primera vegada a les estadístiques d'exportació de Veneçuela*amb una producció anual de 21.194 tones. Després d'uns vint anys des de la instal·lació del primer trepant perforador de pous, Veneçuela s'havia convertit en el més gran exportador de petroli del món i el segon més gran productor de petroli, després dels Estats Units. L'exportació de petroli es va disparar de 1.9% a 91.2% entre 1920 i 1935.
Quan es va descobrir petroli en el camp La Rosa a la Costa Oriental del Llac]de Maracaibo el 1922, el dictador de Veneçuela, Juan Vicente Gómez va permetre als nord-americans fer la llei petroliera de Veneçuela.

## Camí a la nacionalització - 1940-1976
Al 1941, el general Isaías Medina Angarita oriünd dels Andes veneçolans, va ser elegit president de manera indirecta. Un de les seves més importants reformes durant el seu mandat va ser la promulgació de la Llei d'Hidrocarburs de 1943. Aquesta nova llei va ser el primer gran pas polític donat cap a guanyar més control sobre la seva indústria petroliera. Sota la nova llei, el concepte d'una divisió de 50/50 dels beneficis entre el govern i la indústria del petroli es va introduir. Una vegada aprovada, aquesta llei bàsicament es va mantenir sense canvis fins 1976, any de la nacionalització, només amb dues revisions parcials que es realitzen en 1955 i 1967.
L'any 1944, el govern veneçolà va donar diverses noves concessions per fomentar la descoberta de més jaciments de petroli. Això es va atribuir principalment a un augment en la demanda de petroli causada per la Segona Guerra Mundial, i el 1945, Veneçuela estava produint prop d'1 milió de barrils per dia. Estant un àvid proveïdor de petroli als Aliats de la Segona Guerra Mundial, Veneçuela ha augmentat la seva producció un 42 per cent des de 1943 fins a 1944. Fins i tot després de la guerra, la demanda de petroli va continuar en augment pel fet que hi va haver un augment de vint-i-sis milions fins quaranta milions dels cotxes en servei als Estats Units des de 1945 fins a 1950. Cap a la meitat de 1950, tanmateix, els països de l'Orient Mitjà havien començat contribuir amb quantitats significatives de petroli al mercat internacional de petroli, i els Estats Units havien aplicat les quotes d'importació de petroli. El món va experimentar un excès d'oferta de petroli, i es van desplomar els preus.

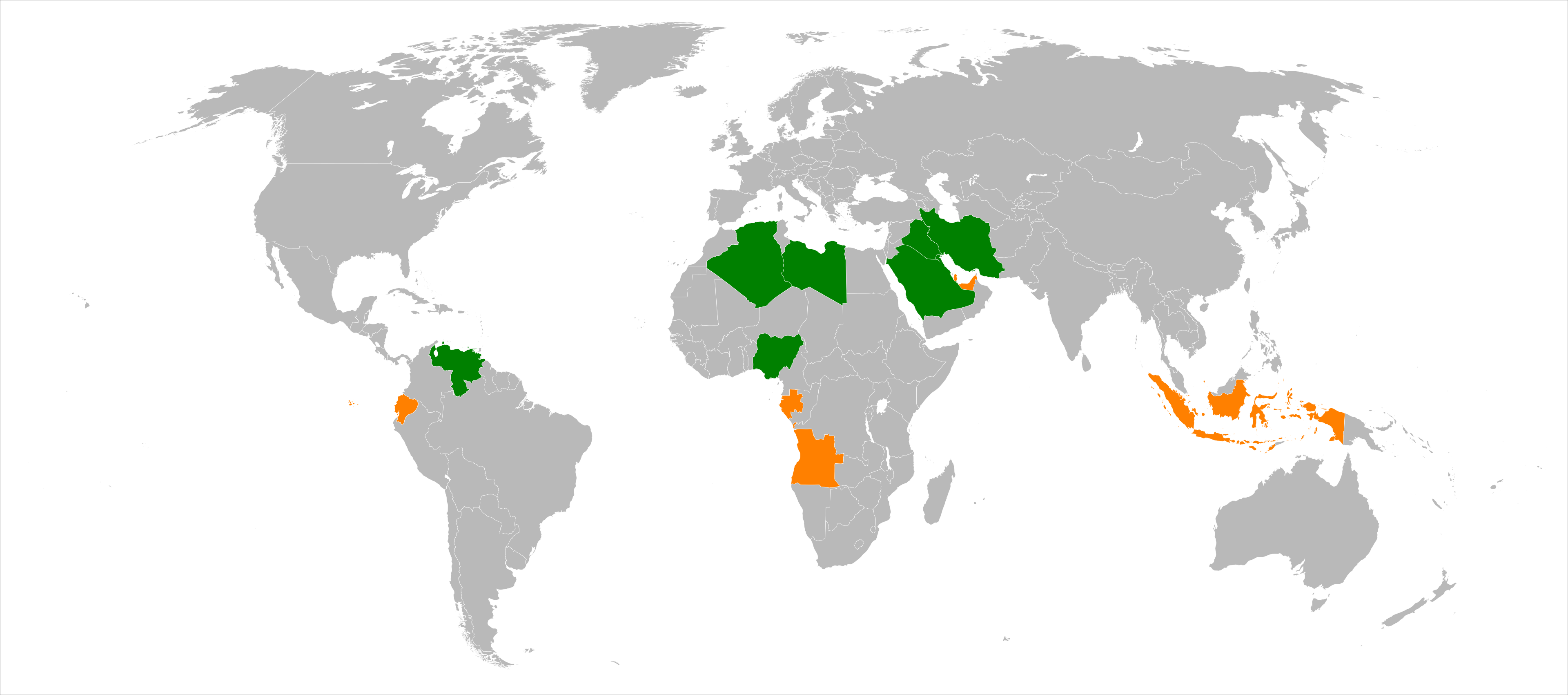
Països de l'OPEP.

### Creació de l'OPEP
En resposta als preus del petroli crònicament baixos de la dècada de 1950 a mitjan i finals, els països productors de petroli Veneçuela, l'Iran, l'Aràbia Saudita, l'Iraq i Kuwait es van reunir a Bagdad al setembre de 1960 per formar l'Organització de Països Exportadors de Petroli (OPEP). Els principals objectius dels països membres de l'OPEP van ser a treballar plegats per tal d'assegurar i estabilitzar els preus internacionals del petroli per garantir els seus interessos com a nacions productores de petroli. Això va ser aconseguit sobre tot a través de les quotes d'exportació que van ajudar a evitar la sobre-producció de petroli en l'àmbit internacional.

### Embargament del petroli de 1973
A la dècada de 1970, els països productors de petroli del Golf Pèrsic van iniciar negociacions amb les empreses petrolieres en un intent per augmentar la seva participació de propietat. El 1972 s'obté ràpidament una participació del 25%, i menys d'un any més tard es va revisar els acords per obtenir fins a un 60% de participació en la propietat de les empreses. Al 1973, els Estats del Golf Pèrsic membres de l'OPEP van decidir augmentar els seus preus un 70% i col·locar un embargament sobre els països amics de Israel (els Estats Units i Països Baixos) a conseqüència de la Guerra de Yom Kipur. Aquest esdeveniment es coneix com la crisi mundial del petroli de 1973. Després de la culminació dels conflictes a l'Orient Mitjà els països petroliers del Golf Pèrsic ja no exportaven als Estats Units i els preus del petroli van augmentar considerablement, Veneçuela va experimentar un increment significatiu en les utilitats per concepte de producció de petroli. Entre 1972 i 1974, els ingressos del govern veneçolà s'havien quadruplicat. Amb un nou sentit de confiança, el president veneçolà, Carlos Andrés Pérez va prometre que Veneçuela es desenvoluparia significativament en uns pocs anys mitjançant la substitució d'importacions, els subsidis i els aranzels proteccionistes. Planejava usar els beneficis del petroli per augmentar l'ocupació, combatre la pobresa, augmentar els ingressos i diversificar l'economia. Malauradament, els membres de l'OPEP havien estat violant les quotes de producció i els preus del petroli van caure dràsticament novament en la dècada de 1980, empenyent a Veneçuela més profundament en deute i recessió.

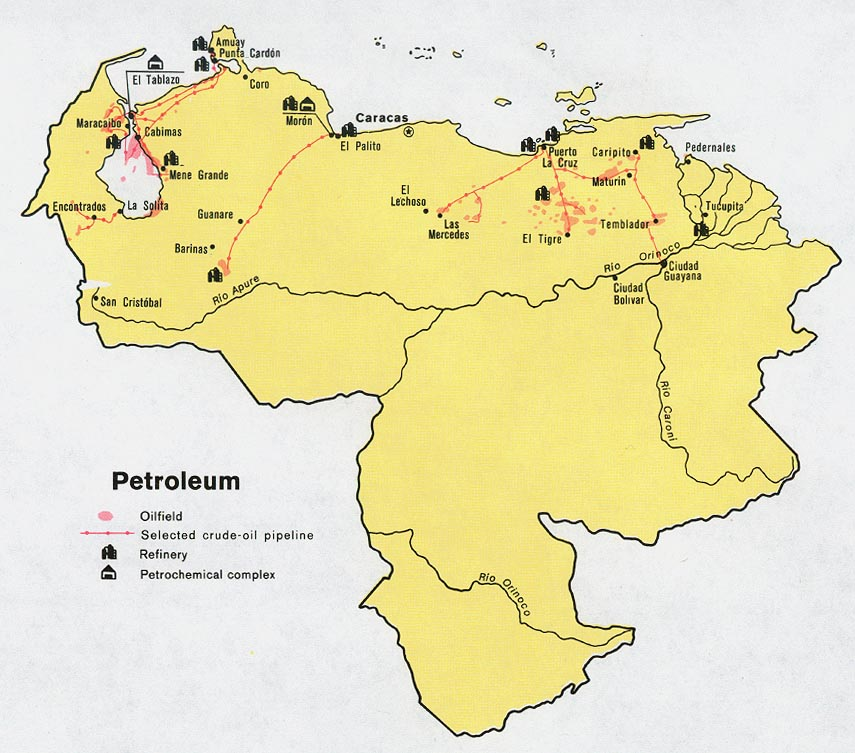
Mapa del petroli de Veneçuela, 1972

### Nacionalització
Molt abans de 1976, Veneçuela havia pres diverses mesures en la direcció de la nacionalització de la seva indústria petroliera. A la llei de reversió promulgada el 1971 s'afirmava que tots els béns, instal·lacions i equips pertanyents a les concessionàries dintre o fora de les àrees de concessió revertiria a la nació sense compensació a l'expiració de la concessió. El moviment cap al nacionalisme es va viure una vegada més sota el decret 832 on s'estableix que tota l'exploració, producció, refinament, i programes de vendes de les companyies petrolieres havien de ser aprovats prèviament pel Ministeri de Mines i Hidrocarburs.
No es va fer oficial tanmateix, fins a la segona presidència de Carlos Andrés Pérez, el pla econòmic del qual, "La Gran Veneçuela", preveia la nacionalització de la indústria del petroli i la diversificació de l'economia mitjançant la substitució d'importacions. El país oficialment va nacionalitzar la indústria petroliera l'1 de gener de 1976, sota la gestió ministerial de Valentín Hernández Acosta, i al costat seu va venir el naixement de Petróleos de Venezuela (PDVSA), que és l'empresa estatal veneçolana de petroli. Totes les companyies petrolieres estrangeres que una vegada van fer negocis a Veneçuela, van ser reemplaçades per empreses veneçolanes filials de PDVSA que controla l'activitat d'explotació d'hidrocarburs a Veneçuela. El 1980,  PDVSA va comprar l'empresa dels Estats Units Citgo, i actualment és una de les empreses petrolieres més grans del món.

## Anys de declivi -1976-2000
Després de la crisi del petroli de 1973, el període de prosperitat econòmica de Veneçuela va ser relativament de curta durada. Aquest va ser |especialment el cas durant l'excès de petroli de 1980. Els països membres de l'OPEP no s'estaven adherint estrictament a les quotes assignades, i novament es van desplomar els preus del petroli. A la dècada de 1990, els símptomes de la «malaltia holandesa» van ser una vegada més evidents. Entre 1990 i 1999, la producció industrial de Veneçuela es va reduir de 50% a 24% del producte intern brut del país en comparació amb una disminució de 36% a 29% per a la resta de l'Amèrica Llatina.16 Se totes aquestes qüestions, l'eficiència de PDVSA venia en dubte en els últims anys. De 1976 a 1992, l'import dels ingressos de PDVSA, que es va destinar a despeses de l'empresa va ser en una mitjana del 29% deixant una resta de 71% per al govern. De 1993 a 2000, tanmateix, aquesta distribució va ser gairebé completament revertit on el 64% dels ingressos de PDVSA van ser mantinguts per PDVSA deixant una resta de solament el 36% per al govern.

## Segle XXI i futur
Després de l'escalada de preus a partir de la crisi desencadenada per la invasió de l'Iraq en el 2003, els projectes de desenvolupament de la «Fajade l'Orinoco» han cobrat una major importància econòmica. El govern del president Hugo Chávez va decretar el 2007 la conversió de totes les concessions en la Faja a empresa mixta, on l'Estat, sempre a través de PDVSA, ha de tenir majoria d'accions.
Ara com ara, Veneçuela és el cinquè país exportador de petroli del món, amb la primera reserva més gran de petroli brut cru pesant. Veneçuela tenen un gran potencial per a l'expansió de la capacitat, podria augmentar la capacitat de producció en un 2,4 MMbbl / d des dels nivells de 2001 (3,2 MMbpd) a 5,6 MMbpd l'any 2025 18 - encara que això requeriria una significativa inversió de capitals per part de PDVSA companyia nacional de petroli. Per a l'any 2010, la producció veneçolana de fet va baixar a ~ 2,25 MMbbl / d. PDVSA no ha demostrat cap capacitat per desenvolupar nous jaciments de petroli des de la nacionalització dels projectes de petroli pesant en la Faja Petroliera de l'Orinoco, abans operades per empreses internacionals com ExxonMobil, ConocoPhillips, Chevron i Total. L'any 2005, PDVSA va obrir la seva primera oficina a la Xina, i va anunciar plans per gairebé triplicar la seva flota de vaixells petroliers en aquesta regió. Actualment, Estats Units representa el 65% de les exportacions de Veneçuela.
Els economistes diuen que la despesa excessiva del govern de Veneçuela en programes socials i polítiques de negoci estrictes va contribuir als desequilibris en l'economia del país i, per tant, en l'augment de la inflació, la pobresa, la despesa sanitària baixa i l'escassetat a Veneçuela en els últims anys de la seva presidència.
Segons els analistes, els problemes econòmics de Veneçuela que es van patir sota el president Nicolás Maduro haurien succeït amb Chávez o sense. L'any 2017, PDVSA no podia ni tan sols permetre's el luxe d'exportar petroli a través d'aigües internacionals, que requereix inspeccions de seguretat i de neteja sota la llei marítima, amb el que té una flota de petroliers avarats al mar Carib de les Antilles a causa d'aquesta qüestió.